# Штепан Матей
Штепан Матей (чеськ. Štěpán Matěj, нар. 23 січня 1901, Прага — пом. 20 квітня 1974) — чехословацький футболіст, що грав на позиції півзахисника. Відомий виступами, зокрема, за команди «Спарта» (Прага), «Вікторія» (Жижков) і національну збірну Чехословаччини. Чемпіон Чехословаччини.

## Клубна кар'єра
З 1921 року виступав у складі клубу «Вікторія» (Жижков). В 1921 році команда дійшла до фіналу Середньочеського кубка. Через затримки і перенесення матчів на попередніх стадіях турніру, вирішальну гру було перенесено на наступний рік. Фінал проти «Спарти» відбувся у вересні 1922 року. Його проведенню передував скандал, пов'язаний зі Штепаном. Футболіста підозрювали у нападі на суддю в матчі проти «Славії», що відбувся наприкінці серпня. Комісія виправдала гравця за відсутністю доказів, але судді оголосили бойкот матчу, якщо в ньому гратиме Штепан. Гра відбулась лише після особистого втручання президента Середньочеської ліги Йозефа Фанти. «Вікторія» перемогла з рахунком 3:0.
Восени того ж 1922 року Штепан приєднався до «Спарти». Команда в той час домінувала в чехословацькому футболі — п'ять років поспіль перемагала в найсильнішій у країні Середньочеській лізі. Через високу конкуренцію у клубі, Штепан не мав постійного місця в основі. Весною 1923 року приєднався до «Вікторії» для участі в турне Іспанією. Після чого повернувся до «Спарти». Через нестачу детальної інформації про матчі, важко оцінити його вклад у перемоги команди в чемпіонаті Середньочеської ліги 1923 і Середньочеського кубка 1923 (в фіналі точно не грав) і 1924 років, але в окремих товариських матчах за клуб він грав і в 1923, і в 1924 роках.
Посеред сезону 1924—1925 перейшов у команду «Слован» (Відень). В одному зі своїх перших матчів у клубі забив гол у ворота свого колишнього клубу — «Спарти». Товариська гра між командами завершилась внічию — 1:1. Залишив «Слован» під час сезону 1927—1928. Найвищого результату за чотири роки виступів Штепана «Слован» досягнув у 1926 році — 6 місце.
Посеред сезону 1927—1928 приєднався до складу клубу «Вікторія» (Жижков). У 1928 році здобув із командою історичну перемогу в чемпіонаті Чехословаччини. «Вікторія» перервала гегемонію клубів «Спарти» і «Славії». Клуб із Жижкова жодного разу не програв прямим конкурентам (зі «Славією» зіграли 2:2 і 4:3, зі «Спартою» — 5:3 і 1:1) і заслужено став чемпіоном.
Влітку 1928 року «Вікторія», як чемпіон Чехословаччини, взяла участь у Кубку Мітропи, престижному міжнародному турнірі для найсильніших команд Центральної Європи. В 1/4 фіналу чехословацький клуб зустрічався з представником Югославії клубом «Граджянскі» (Загреб). Несподівано поступившись у Загребі 2:3, «Вікторія» взяла упевнений реванш вдома — 6:1. У півфіналі суперником команди з Жижкова став віденський «Рапід». Клуби обмінялися мінімальними перемогами — 4:3 і 2:3, тому для виявлення переможця був призначений додатковий матч, перемогу в якому здобули більш досвідчені австрійці — 1:3. Матей зіграв в усіх п'яти матчах турніру.
Наступного сезону «Вікторія» стала другою в чемпіонаті, але здобула перемогу в Кубку Середньої Чехії, перегравши у фіналі з рахунком 3:1 «Лібень». Ще одну перемогу в кубку святкував з командою в 1933 році. Роком пізніше «Вікторія» посіла передостаннє місце у чемпіонаті і вилетіла до другого дивізіону.
Загалом у складі «Вікторії» Матей зіграв у першій лізі 56 матчів і забив 4 голи.

## Виступи за збірну
За національну збірну дебютував 28 червня 1922 року. Чехословацькі футболісти поступились в гостях збірній Югославії (3:4). Через рік зіграв за збірну ще один матч, після чого 4 роки не отримував виклику в національну команду.
У 1928 році зіграв у двох матчах першого розіграшу кубка Центральної Європи. Загалом з 1922 по 1931 рік провів за збірну 5 матчів.
У роки виступів у «Словані» грав за збірну Відня. Зокрема, був учасником виїзної перемоги над збірної Кракова (4:2) у 1926 році, відзначився голом у програному матчі проти збірної Будапешта (2:4) у 1927 році, а також брав участь у перемозі над збірною Стамбула (2:0) у тому ж році. Також у 1927 році Штепан зіграв один матч у складі збірної Австрії-Б у поєдинку з командою Угорщина-Б (1:1).

## Статистика виступів

### Статистика виступів у Кубку Мітропи
| №                      | Розіграш               | Стадія                 | Дата та місце проведення | Команда 1              | Рахунок | Команда 2           | Голи |
| ---------------------- | ---------------------- | ---------------------- | ------------------------ | ---------------------- | ------- | ------------------- | ---- |
| 1                      | 1928                   | 1/4                    | 26.08.1928, Загреб       | Граджянскі (Загреб)    | 3:2     | Вікторія (Жижков)   |      |
| 2                      | 1928                   | 1/4                    | 2.09.1928, Прага         | Вікторія (Жижков)      | 6:1     | Граджянскі (Загреб) |      |
| 3                      | 1928                   | 1/2                    | 8.09.1928, Прага         | Вікторія (Жижков)      | 4:3     | Рапід (Відень)      |      |
| 4                      | 1928                   | 1/2                    | 16.09.1928, Відень       | Рапід (Відень)         | 3:2     | Вікторія (Жижков)   |      |
| 5                      | 1928                   | 1/2                    | 23.09.1928, Відень       | Рапід (Відень)         | 3:1     | Вікторія (Жижков)   |      |
| Всього у кубку Мітропи | Всього у кубку Мітропи | Всього у кубку Мітропи | Всього у кубку Мітропи   | Всього у кубку Мітропи | 5       |                     | 0    |

### Статистика виступів за збірну
| Дата       | Місто    | Господарі      | Результат | Гості          | Турнір                   | Голи | Примітки |
| ---------- | -------- | -------------- | --------- | -------------- | ------------------------ | ---- | -------- |
| 28.06.1922 | Загреб   | Югославія      | 4 – 3     | Чехословаччина | товариський матч         | -    |          |
| 06.05.1923 | Прага    | Чехословаччина | 2 – 0     | Данія          | товариський матч         | -    |          |
| 01.04.1928 | Відень   | Австрія        | 0 – 1     | Чехословаччина | Кубок Центральної Європи | -    |          |
| 22.04.1928 | Будапешт | Угорщина       | 2 – 0     | Чехословаччина | Кубок Центральної Європи | -    |          |
| 14.06.1931 | Варшава  | Польща         | 0 – 4     | Чехословаччина | товариський матч         | -    |          |
| Усього     |          | Матчів         | 5         |                | Голів                    | 0    |          |

## Титули і досягнення
- «Спарта»:
  - Чемпіон Середньочеської ліги (1): 1923
  - Володар Середньочеського кубка (2): 1923, 1924
- «Вікторія»:
  - Чемпіон Чехословаччини (1): 1927-28
  - Срібний призер чемпіонату Чехословаччини (1): 1928-29
  - Бронзовий призер чемпіонату Чехословаччини (2): 1929-30, 1930-31
  - Володар Середньочеського кубка (3): 1921, 1929, 1933